# March-Anzeiger
Der March-Anzeiger ist eine Tageszeitung (Regionalzeitung) im Bezirk March. Seine Auflage beträgt 6'140 verkaufte und 6'229 verbreitete Exemplare. Mittwochs wird eine Grossauflage mit 19'069 Exemplaren verteilt. Chefredaktor ist Martin Risch, Anouk Arbenz ist seine Stellvertreterin. Die Redaktionsleitung haben Hans-Ruedi Rüegsegger und Andreas Knobel inne. Der March-Anzeiger hat seinen Redaktionssitz in Lachen am Zürichsee. Die Druckerei befindet sich in Wollerau.
Der March-Anzeiger arbeitet sehr eng mit dem Höfner Volksblatt zusammen.